# Parlement de Croatie
Pour les articles homonymes, voir Sabor (homonymie).
11e législature
Palais Sabor
Le Parlement croate (en croate : Hrvatski sabor, abrégé en Sabor) est le parlement de la république de Croatie. Fondée, en 1990, comme une institution bicamérale, elle devient, en 2001, une assemblée monocamérale aux pouvoirs renforcés.
Depuis le 5 mai 2017, son président est Gordan Jandroković de l'Union démocratique croate (HDZ).

## Fonctionnement
Le parlement siège en deux sessions ordinaires, du 15 janvier au 15 juillet et du 15 septembre au 15 décembre.

## Historique

### Les origines
L'origine du Sabor est fort ancienne puisqu'on retrouve un embryon du Sabor au Haut Moyen Âge, dès 753. En 925, le Sabor, qui à cette époque-là était composé de nobles et de représentants du clergé, approuve l'avènement de Tomislav Ier, premier roi des Croates. Puis, à l'extinction de la dynastie en 1102, le royaume est dirigé par un ban (ou vice-roi) et réuni à la couronne hongroise d'Étienne Ier de Hongrie : le roi de Hongrie, Coloman de Hongrie, est alors élu roi de Croatie et de Dalmatie à Biograd, lors du Sabor de Biograd.
Ainsi le Sabor croate figure, aux côtés du Althing islandais, formé aux environs de 930, parmi les plus anciens parlements d'Europe, puisque la Sicile s'en dota vers 1130 et l'Angleterre vers 1300, ce dernier étant habituellement considéré comme l'archétype du parlement moderne.

### De l'indépendance à la réforme de 2001
En 1990, la Croatie devient indépendante de la Yougoslavie, et adopte un régime semi-présidentiel, dominé par le père de l'indépendance et premier président de la République, Franjo Tuđman. Le Parlement de la république de Croatie (Sabor Republike Hrvatske) constitue alors un organe bicaméral, formée de la Chambre des représentants (Zastupnički dom) et de la Chambre des comitats (Županijski dom).
En 1997, le Parlement prend le nom de Parlement national croate (Hrvatski državni sabor). À l'occasion de la réforme constitutionnelle du 28 février 2001, votée à la suite du décès de Tuđman, il devient le Parlement croate (Hrvatski sabor) et est transformé en assemblée monocamérale aux pouvoirs renforcés, dans le cadre d'un régime parlementaire.

## Liste des présidents
| Nom               | Nom                 | Dates du mandat  | Dates du mandat   | Parti | Législatures    |
| ----------------- | ------------------- | ---------------- | ----------------- | ----- | --------------- |
|                   | Žarko Domljan       | 30 mai 1990      | 7 septembre 1992  | HDZ   | 1re (1990-1992) |
|                   | Stjepan Mesić       | 7 septembre 1992 | 24 mai 1994       | HDZ   | 2e (1992-1995)  |
|                   | Nedjeljko Mihanović | 24 mai 1994      | 28 novembre 1995  | HDZ   | 2e (1992-1995)  |
|                   | Vlatko Pavletić     | 28 novembre 1995 | 2 février 2000    | HDZ   | 3e (1995-1999)  |
|                   | Zlatko Tomčić       | 2 février 2000   | 22 décembre 2003  | HSS   | 4e (2000-2003)  |
|                   | Vladimir Šeks       | 22 décembre 2003 | 11 janvier 2008   | HDZ   | 5e (2003-2007)  |
|                   | Luka Bebić          | 11 janvier 2008  | 22 décembre 2011  | HDZ   | 6e (2008-2011)  |
|                   | Boris Šprem         | 22 décembre 2011 | 30 septembre 2012 | SDP   | 7e (2011-2015)  |
|                   | Josip Leko          | 10 octobre 2012  | 28 décembre 2015  | SDP   | 7e (2011-2015)  |
|                   | Željko Reiner       | 28 décembre 2015 | 14 octobre 2016   | HDZ   | 8e (2015-2016)  |
|                   | Božo Petrov         | 14 octobre 2016  | 5 mai 2017        | MOST  | 9e (2016-2020)  |
|                   | Gordan Jandroković  | 5 mai 2017       | en fonction       | HDZ   | 9e (2016-2020)  |
| 10e (2020-2024)   | Gordan Jandroković  | 5 mai 2017       | en fonction       | HDZ   |                 |
| 11e (depuis 2024) | Gordan Jandroković  | 5 mai 2017       | en fonction       | HDZ   |                 |

## Système électoral et composition

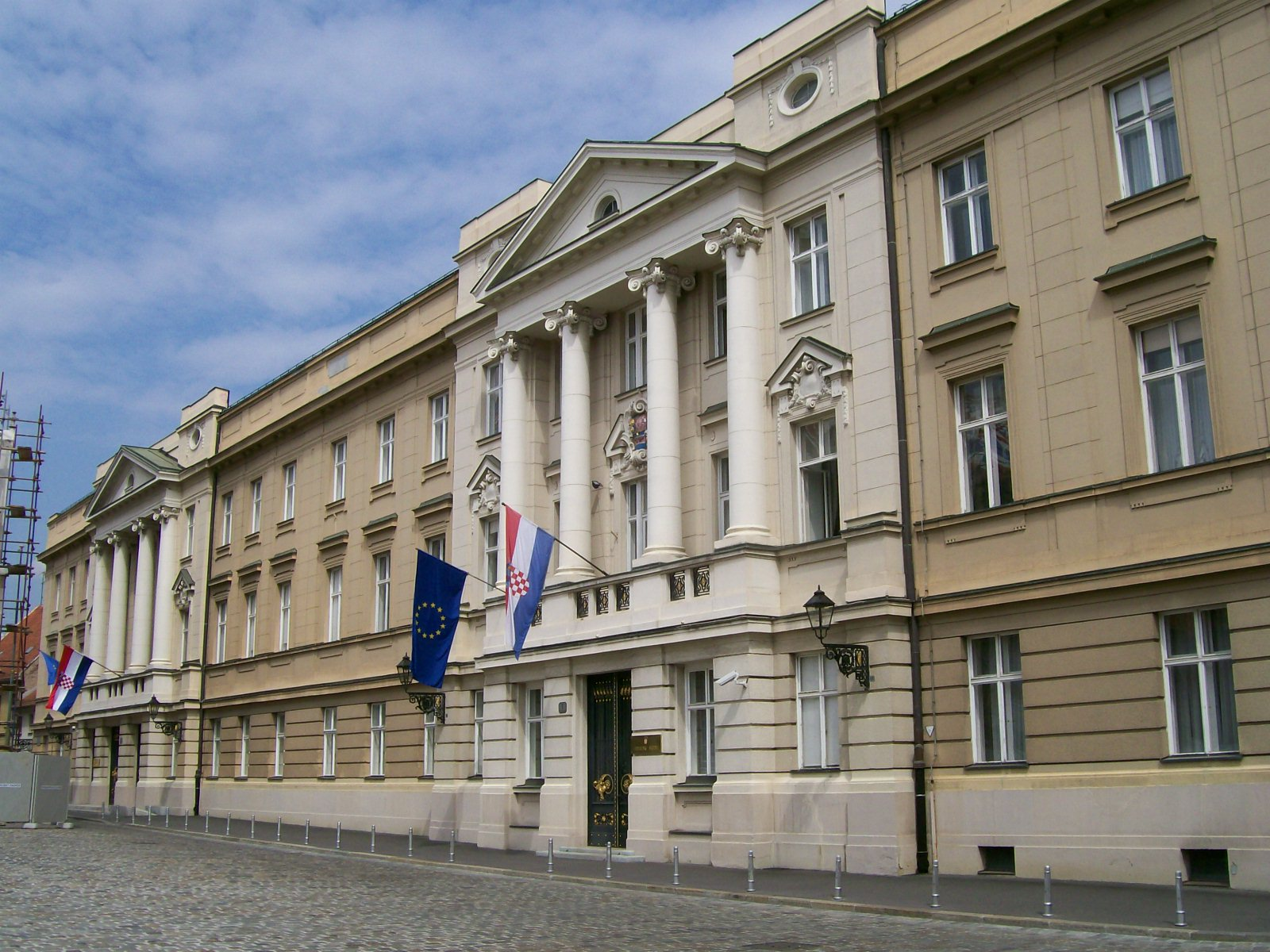
Le Palais Sabor, siège du parlement à Zagreb.

Le Parlement de Croatie est doté de 151 sièges pourvus pour quatre ans au scrutin proportionnel plurinominal avec listes semi-bloquées et seuil électoral de 5 % dans douze circonscriptions électorales. Dix d'entre elles — dotées de quatorze sièges chacune — sont basées sur les limites des vingt comitats du pays et de la capitale Zagreb, ajustées de manière à obtenir une répartition relativement uniforme des électeurs croates, une marge de plus ou moins 5 % étant tolérée d'une circonscription à l'autre. Trois autres sièges sont réservés à la diaspora croate, le reste du monde formant une onzième circonscription. Les huit sièges restants sont quant à eux réservés aux vingt-deux minorités ethniques nationales reconnues par le gouvernement croate et sont à pourvoir au scrutin majoritaire dans une douzième circonscription qui se superpose aux dix premières et recouvre l'ensemble du pays. Trois sièges sont ainsi réservés aux Serbes, un aux Italiens, un aux Hongrois, un aux Tchèques et Slovaques, un aux Albanais, Bosniaques, Macédoniens, Monténégrins et Slovènes et enfin un aux Autrichiens, Bulgares, Allemands, Juifs, Polonais, Roms, Roumains, Ruthènes, Russes, Turcs, Ukrainiens et Valaques. Dans chacun de ces groupes, le ou les candidats ayant réuni le plus de voix sont élus.

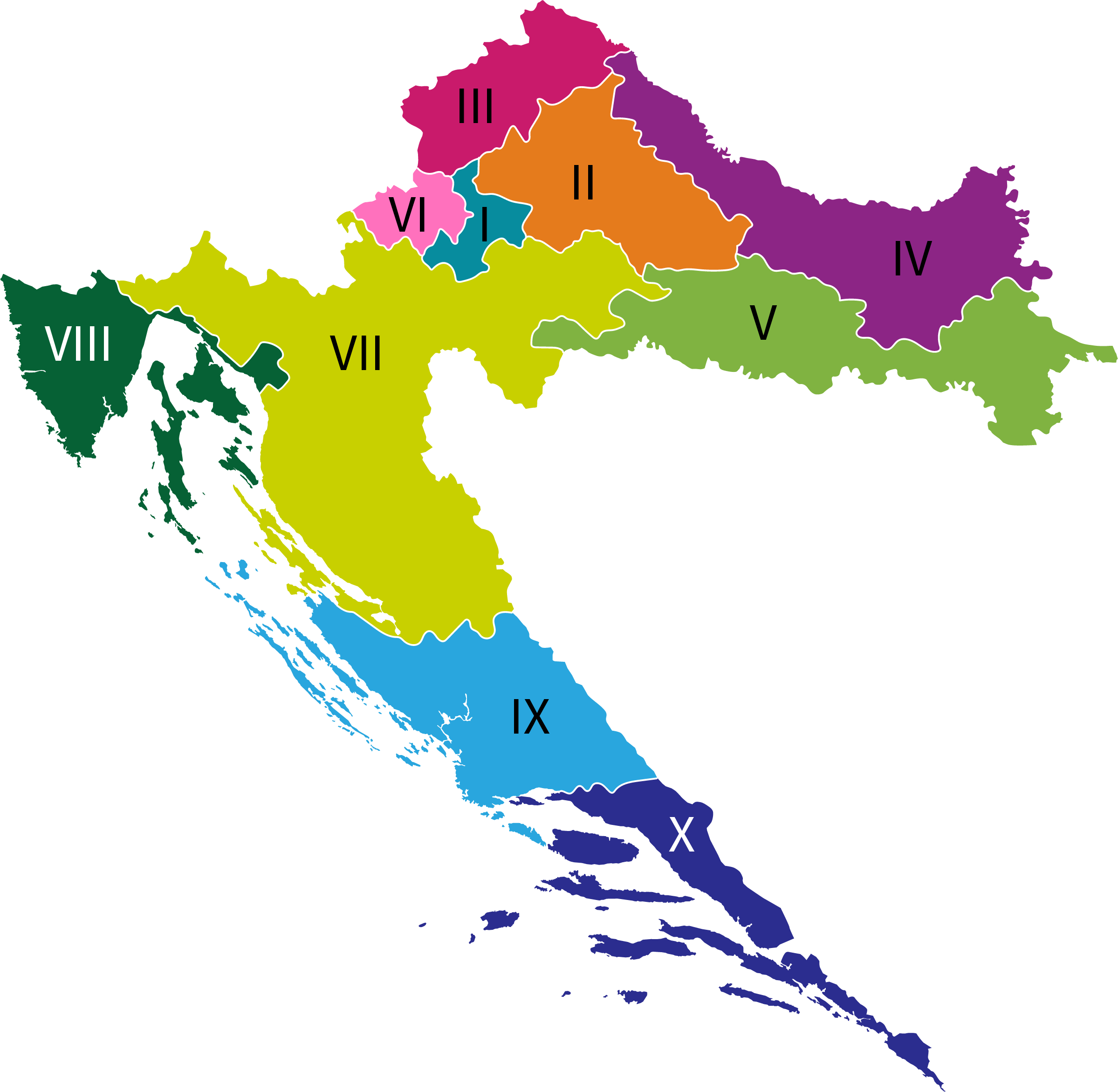
Carte des dix principales circonscriptions (I-X)

Bien que les listes soient normalement bloquées, les électeurs disposent de la possibilité d'effectuer une forme limitée de vote préférentiel envers un candidat figurant sur la liste pour laquelle ils votent. Cette mesure, introduite en 2015 sous la pression d'un référendum d'initiative populaire, permet aux candidats ayant recueilli plus de 10 % du total des voix attribuées à leur parti dans leur circonscription d'être placés en tête de liste, leur permettant ainsi d'obtenir en priorité un éventuel siège obtenu par leur parti. La place sur les listes des candidats dont le total des votes préférentiels n'a pas atteint ce quota de 10 % reste cependant inchangée. Après décompte des voix, les sièges sont répartis dans chacune des onze premières circonscriptions à tous les partis y ayant franchi le seuil électoral de 5 %. La répartition proportionnelle est faite à l'aide de la méthode d'Hondt.
Avant un amendement constitutionnel adopté le 16 juin 2010, le nombre de sièges réservés à la diaspora variait en fonction du nombre de voix de la diaspora par rapport au nombre de voix total dans les dix premières circonscriptions, pour un maximum de douze sièges. Au cours des dernières élections organisées sous ce système en 2007, cinq sièges avaient ainsi été pourvus par la diaspora.
Pour les électeurs des minorités nationales, leur appartenance à l'une d'entre elles est enregistrée à leur naissance sur déclaration de leurs parents mais peut être modifiée par la suite, sauf dans les quatorze jours précédant un scrutin. Les électeurs des minorités choisissent à leur entrée dans les bureaux de vote s'ils prennent part au scrutin en tant que membre de la circonscription ethnique unique, ou bien de celle ordinaire à laquelle est rattachée le bureau de vote. Ils ne peuvent voter pour les deux systèmes à la fois, ni les électeurs enregistrés comme croates voter pour les listes réservées. Ce système, controversé, a été l'objet en 2017 d'une remise en cause devant la Cour constitutionnelle, qui l'a cependant validé,.

### Refonte des circonscriptions en 2023

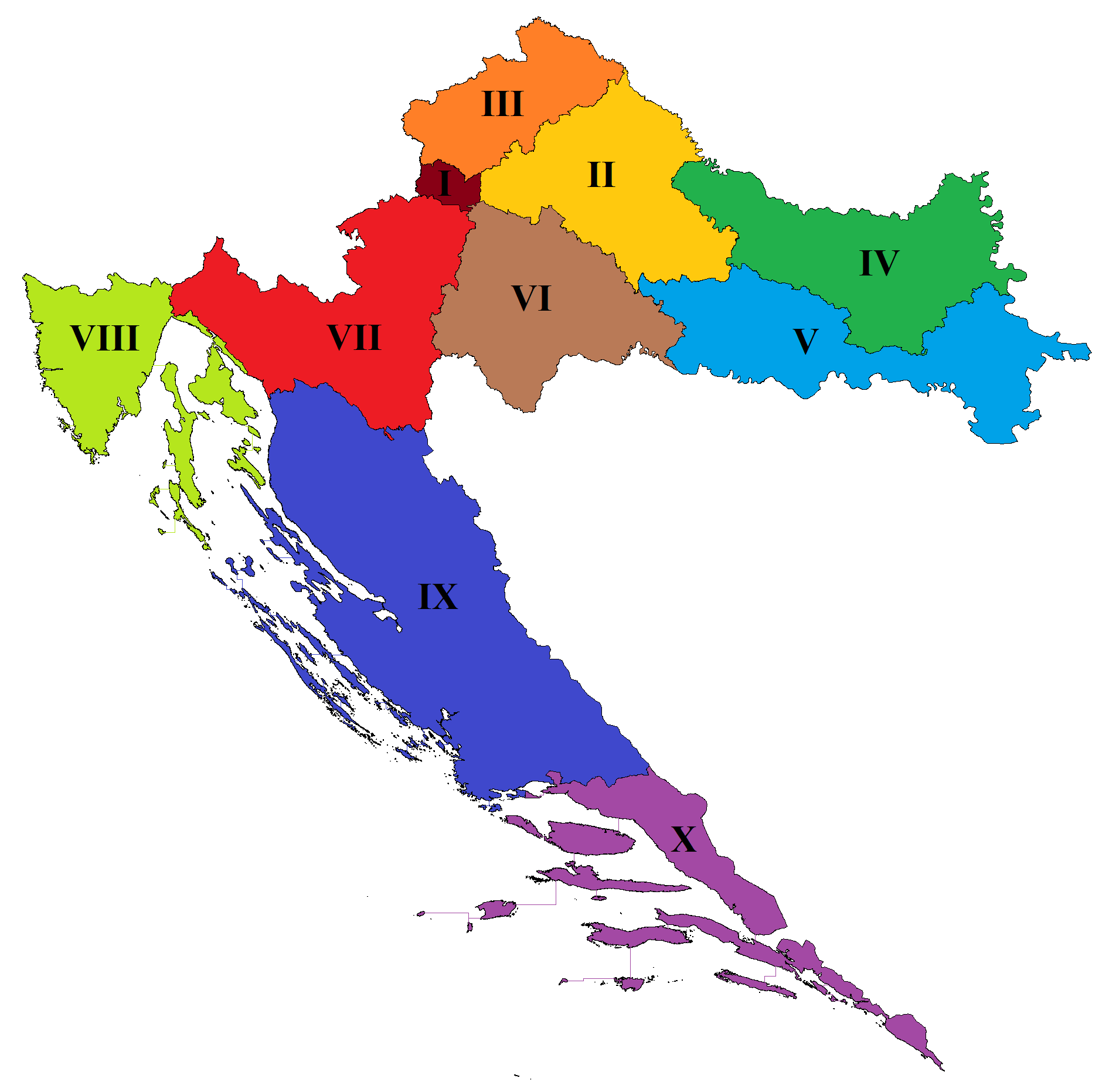
Circonscriptions croates avant la refonte de 2023

Les élections législatives de 2024 sont précédées d'une refonte de la délimitation des dix principales circonscriptions électorales, numéroté en chiffres romains. La Cour constitutionnelle averti en effet dès le 28 octobre 2022 qu'elle envisage de juger ces dernières inconstitutionnelles en raison des modifications démographiques du pays. L'écart entre le nombre de voix nécessaire à un député pour être élu dans les différentes circonscription est en effet devenu trop important, portant atteinte au principale d'égalité des voix des électeurs. Cet écart avait déjà été mis en exergue par un rapport de la Cour à la suite du recensement de 2010, avant d'empirer après celui de 2020, faute d'actions entreprise par le gouvernement. Seules quatre circonscription sur dix respectent ainsi un écart de moins de 5 % de population avec un maximum de trois autres. Le « poids » du vote d'un électeur dans la circonscription IX est par exemple 33,5 % plus faible que celui d'un électeur de la circonscription IV,.
Devant l'inaction du gouvernement face à son avertissement, la Cour juge inconstitutionnelle la loi électorale le 7 février 2023. Contraint d'agir, le Parlement vote le 20 octobre une nouvelle loi délimitant de nouvelles circonscriptions, effectives le 3 novembre suivant.